# Хорн, Джордж Генри
Джордж Генри Хорн (George Henry Horn, 1840—1892) — американский энтомолог.

## Биография
Изучал медицину в Пенсильванском университете, в 1861 году доктор медицины. С 1863 по 1866 год участвовал в американской междоусобной войне в качестве военного врача, по возвращении на родину избран президентом энтомологического общества. В 1889 году избран профессором энтомологии Пенсильванского университета. Хорн изучал сначала кишечнополостных животных и мшанок, но затем перешёл к изучению жуков и в скором времени стал одним из лучших знатоков водящихся в Америке жуков. Работы Хорна по энтомологии весьма многочисленны. В этих сочинениях он описал 144 новых рода и 1493 новых вида жуков, водящихся в Северной и Центральной Америке. 

## Труды
Из более важных (преимущественно монографических) работ Хорна выделяются следующие:
- «Monograph of the Fossil Polyzoa of the Secondary and Tertiary Formations of North America» (вместе с Габбом, «Journ. Ac. Nat. Sc. Philad.», 1862);
- «Revision of the Tenebrionidae of America, north of Mexico» («Trans. Am. Ent. Soc.», 1870);
- «Synopsis of the Histeridae of the United States» (Филад., 1873);
- «Contribution to a Knowledge of the Curculionidae of the United States» («Proc. Am. Phil. Soc.», 1873);
- «Revision of the species of Chlaenius of the United States» («Tr. Am. Ent. Soc.», 1876);
- «Revision of the Nitidulidae of the U. S.» (ib., 1879);
- «Synopsis of the Dascyllidae of the U. S.» (ib., 1880);
- «Synopsis of the Sylphidae of the U. S. etc.» (ib., 1880);
- «On the genera of Carabidae with special reference to the fauna of Boreal America» (ib., 1881);
- «Synopsis of the species of the tribe Lebiini» (ib., 1882);
- «Classification of the Coleoptera of North America» (вместе с Леконтом, «Smiths. Misc. Coll.», 1883);
- «Synopsis of the Philonthi of Boreal America» («Tr. Am. Ent. Soc.», 1884);
- «A monograph of the species of Chrysobothris inhabiting the U. S.» (ib., 1886);
- «A monograph of the Aphodiini inhabiting the U. S.» (ib., 1887);
- «Revision of the Lachnosterna of America north of Mexico» (ib., 1887);
- «Variations in color-markings in Coleoptera» («Ent. News», 1892);
- «The Galerucini of Boreal America» («Tr. Am. Ent. Soc.», 1893);
- «The Coleoptera of Baja California» («Proc. Cal. Ac. Sc.», 1894, 1895 и 1896).